# А̨

Ilustrace

А̨(minuskule а̨) je písmeno používané v cyrilici, které se v 19. století používalo pro přepis polské a litevské abecedy do cyrilice jako ekvivalent latinského písmene Ą. Písmeno vzniklo přidáním diakritického znaménka zvaného ocásek k písmenu А.

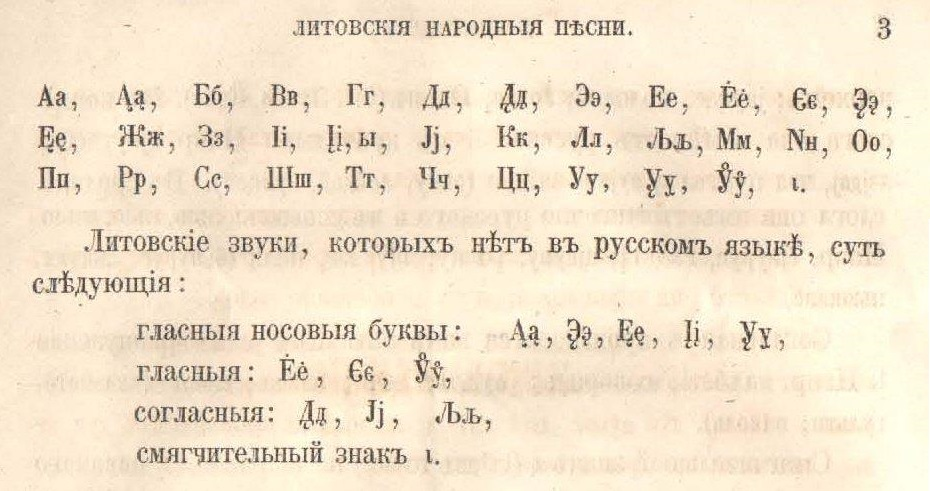
Juškova abeceda určená pro přepis litevštiny obsahující mj. i písmeno А̨